# Wasteland (canción)
«Wasteland» es un sencillo lanzado por la banda de metal alternativo 10 Years en 2005. Es su sencillo debut de su primer lanzamiento importante, The Autumn Effect. La canción alcanzó el número uno en la lista Billboard Alternative Songs en febrero de 2006 durante su vigésimo séptima semana. en la lista, lo que lo convierte en uno de los sencillos número uno con más lento ascenso en la historia de la lista. También pasó diez semanas sin precedentes en la posición número dos en la lista Billboard Mainstream Rock Tracks. En diciembre de 2017, la RIAA otorgó a "Wasteland" una certificación de oro por vender 500.000 copias.
La canción apareció originalmente en el segundo álbum independiente de la banda, Killing All That Holds You, producido por Travis Wyrick. El álbum finalmente fue reeditado con cuatro pistas acústicas. Las pistas acústicas fueron grabadas en vivo por Mike D para Lakeside Studios.

## Video musical
El primer video musical fue una representación de la canción y contó con el actor primo de Jesse Hasek, Brad Renfro, quien, después de haber tenido una larga lucha contra el abuso de drogas, fue la inspiración para la canción. Fue dirigida por Scott Lee. Este video musical se ha eliminado de muchos sitios web, incluido YouTube.
Un segundo video musical era una representación metafórica que usaba un pez flotando en el lecho de un lago seco. Dirigida por Chris Simms, esta versión solo se puede ver online.
El tercer y último video musical lanzado para la canción abordó el problema social de los derechos humanos en todo el mundo. Este video fue dirigido por Kevin Kerslake. El video recibió nominaciones a Mejor Dirección y Mejor Dirección de Arte en los MTV Video Music Awards 2006.
En Brasil, esta canción apareció en un video promocional de la serie de televisión Heroes.
El primer y segundo videos musicales usaron la grabación de la canción del álbum Killing All That Holds You, mientras que el video final usó la versión regrabada de The Autumn Effect.
El tercer video, dirigido por Kevin Kerslake para Amnistía Internacional, muestra a varias víctimas de violaciones de derechos humanos de todo el mundo.